# Kapuzinerberg
Kapuzinerberg er et bjerg i byen Salzburg i Østrig. Bjerget ligger på den østlige side af Salzach. Bjergets højeste punkt er 640 moh.
På Kapuzinerberg findes et kapucinerkloster, som er bygget 1599-1605 af et ombygget beskyttelsesanlæg fra Middelalderen. Klosteret blev opført af Wolf Dietrich von Raitenau som reaktion mod reformationen. Klosterkirken blev indviet i 1602.
På vejen fra Salzburg by op til klosteret har kapucinermunke opført 13 små kapeller, som er opført mellem 1736 og 1744. Der er endvidere opført et mindesmærke for Wolfgang Amadeus Mozart, ligesom huset Paschingerschlössl, som forfatteren Stefan Zweig købte i 1917, ligger overfor klosteret. Rundt på bjerget er opført flere bastioner og murværn, der er et levn fra trediveårskrigen.
Under nationalsocialismens tid blev munkene fordrevet fra klosteret, og nazisterne ønskede at opføre både et stadion og et festspilhus på stedet og begyndte nedrivning af klosteret. Krigens slutning satte dog en ende på forhavendet og munkene kunne efter 2. verdenskrig vende tilbage til klosteret.
Pave Johannes Paul 2. boede i klosteret under sit besøg i Salzburg i 1988.
Bjerget er med sin skovareal et vigtigt rekreativt areal midt i Salzburg by.
47°48′18″N 13°03′29″Ø / 47.8051°N 13.058°Ø